# Maxime Jonker
Maxime Jonker es una deportista neerlandesa que compite en vela en la clase Laser Radial.
Ganó una medalla de plata en el Campeonato Mundial de Laser Radial de 2020 y dos medallas de plata en el Campeonato Europeo de Laser Radial, en los años 2018 y 2021.

## Palmarés internacional
| \| Campeonato Mundial \| Campeonato Mundial \| Campeonato Mundial \| Campeonato Mundial \| \| Año \| Lugar \| Medalla \| Clase \| \| ------------------ \| --------------------- \| ------------------ \| ------------------ \| \| 2020 \| Melbourne (Australia) \| Medalla de plata \| Laser Radial \| \| Campeonato Europeo \| \| \| \| \| Año \| Lugar \| Medalla \| Clase \| \| 2018 \| La Rochelle (Francia) \| Medalla de plata \| Laser Radial \| \| 2021 \| Varna (Bulgaria) \| Medalla de plata \| Laser Radial \| |                       |                  |              |
| Campeonato Mundial |                       |                  |              |
| Año | Lugar                 | Medalla          | Clase        |
| 2020 | Melbourne (Australia) | Medalla de plata | Laser Radial |
| Campeonato Europeo |                       |                  |              |
| Año | Lugar                 | Medalla          | Clase        |
| 2018 | La Rochelle (Francia) | Medalla de plata | Laser Radial |
| 2021 | Varna (Bulgaria)      | Medalla de plata | Laser Radial |